# Circoscrizione Trentino-Alto Adige (Senato della Repubblica)
La circoscrizione Trentino-Alto Adige/Südtirol è una circoscrizione elettorale italiana per l'elezione del Senato della Repubblica. Nella circoscrizione vengono attualmente eletti 6 senatori in collegi uninominali.

## Storia
La circoscrizione elettorale venne istituita, con altre 19, per le prime elezioni del Senato della Repubblica, tramite legge del 6 febbraio 1948, n. 29 in ottemperanza alla Costituzione della Repubblica Italiana che prescrive, all'art. 57, che «il Senato della Repubblica è eletto a base regionale». Fu suddivisa in 6 collegi uninominali, in base al decreto del Presidente della Repubblica 6 febbraio 1948, n. 30.
Con il decreto del Presidente della Repubblica 28 febbraio 1948, n. 84, pochi giorni dopo la definizione iniziale dei collegi, il comune di Rumo, inizialmente ricompreso nel collegio di Bolzano, venne assegnato al collegio di Mezzolombardo.
Inizialmente la Costituzione attribuiva un minimo di 6 senatori per regione, questo era il caso per il Trentino-Alto Adige. Con la legge costituzionale 9 febbraio 1963, n. 2 questo numero venne portato a 7.
Con la legge 30 dicembre 1991, n. 422, di attuazione della misura 11 del pacchetto per l'Alto Adige, modifico i collegi sopprimendo quello di Mezzolombardo in provincia di Trento e istituendo quello di Merano in provincia di Bolzano.
I collegi maggioritari definiti nel 1991 vennero adottati anche nella legge elettorale del 1993 di impianto prevalentemente maggioritario. Uno dei sette senatori attribuiti alla regione era eletto con il metodo del recupero proporzionale.
La legge elettorale del 2005, di impianto proporzionale, manteneva i collegi uninominali in Trentino-Alto Adige secondo quanto definito nel 1991 e con il sistema elettorale del 1993.
La legge elettorale del 2017, ha modificato il sistema di elezione dell'eletto in quota proporzionale istituendo il collegio plurinominale Trentino-Alto Adige - 01.
A partire dalla legge costituzionale 19 ottobre 2020, n. 1 sono attribuiti, ai sensi dell'articolo 57 della Costituzione, minimo 3 senatori per Provincia autonoma. La stessa legge ha ridotto il numero dei parlamentari e i senatori attribuiti alla regione sono diminuiti da 7 a 6, tutti eletti in collegi uninominali.

## Territorio
Il territorio della circoscrizione corrisponde, fin dalla sua istituzione, a quello della regione Trentino-Alto Adige.
La circoscrizione è sempre stata divisa in 6 collegi elettorali. Dal 1948 al 1991 furono 4 in Trentino e 2 in Alto Adige. Dal 1991 in poi sono stati 3 per Provincia autonoma. Tra il 2017 e il 2020 era in vigore anche il collegio plurinominale Trentino-Alto Adige - 01.

## Seggi
Per l'attribuzione dei seggi spettanti ad ogni regione, bisogna ottemperare alla Costituzione della Repubblica Italiana la quale prescriveva, alla data di promulgazione del 1948, che «Nessuna Regione può avere un numero di senatori inferiore a sei. La Valle d’Aosta ha un solo senatore», modificata poi con la Legge costituzionale 9 febbraio 1963, n. 2 che recita «Nessuna Regione può avere un numero di senatori inferiori a sette; il Molise ne ha due, la Valle d’Aosta uno.». La legge costituzionale 19 ottobre 2020, n. 1 porta il numero a 3 per Regione o Provincia autonoma.
Partendo da un minimo costituzionale di sei seggi per regione, divenuti poi sette ed infine a tre per Provincia autonoma, la ripartizione dei seggi spettanti alla circoscrizione viene effettuata in proporzione alla popolazione delle Province autonome, quale risulta dall'ultimo censimento generale, sulla base dei quozienti interi e dei più alti resti.
Restano fermi inoltre i collegi come definiti nel 1991 a seguito dell'attuazione del pacchetto per l'Alto Adige, provvedimento internazionale elaborato con il governo austriaco.

## Dal 1948 al 1991
In base alla legge in vigore dal 1948 fino al 1993, essenzialmente proporzionale, i partiti presentavano in ogni circoscrizione un candidato per ogni collegio. All'interno di ciascun collegio, veniva eletto senatore il candidato che avesse raggiunto il quorum del 65% delle preferenze. Qualora nessun candidato avesse conseguito l'elezione, i voti di tutti i candidati venivano raggruppati nelle liste di partito a livello regionale, dove i seggi venivano allocati utilizzando il metodo D'Hondt delle maggiori medie statistiche e quindi, all'interno di ciascuna lista, venivano dichiarati eletti senatori i candidati con le migliori percentuali di preferenza. Dal 1963 i seggi assegnati alla regione erano 7, uno degli eletti era quindi sempre eletto nella parte proporzionale essendo i collegi 6.

### Quorum dei collegi uninominali
Nella circoscrizione si verificarono numerosi casi di elezione di senatori con il sistema maggioritario (raggiungimento del 65% dei voti in un collegio), cosa che nel resto del paese avvenne piuttosto raramente. Alle elezioni del 1948 furono 15 i collegi nazionali in cui si superò il quorum tra i quali 5 dei 6 collegi del Trentino-Alto Adige. A quelle del 1953 furono già scesi a 6 a livello nazionale tra i quali i 4 trentini e quello di Bressanone, come nel 1948. Questa forte concentrazione di voti fu in Trentino rivolta verso la DC e in Alto Adige verso la SVP. Stessi numeri di collegi maggioritari della regione vennero raggiunti nel 1958. Dalle elezioni per la IV legislatura del 1963 il quorum venne raggiunto nel collegio di Mezzolombardo nel 1963, 1968 e 1972, nel collegio di Bressanone in tutte le consultazione fino al 1992, tranne che nel 1972, e nel 1992 venne raggiunto nel neocostituito collegio elettorale di Merano.

### Collegi elettorali
- Trento
- Rovereto
- Pergine Valsugana
- Mezzolombardo
- Bolzano
- Bressanone

### I legislatura
Tra gli eletti, raggiunsero il quorum del 65% dei voti nei collegi: Luigi Benedetti (collegio 1 - Trento), Umberto Gelmetti (collegio 2 - Rovereto), Angelo Giacomo Mott (collegio 3 - Pergine Valsugana), Enrico Conci (collegio 4 - Mezzolombardo) e Giuseppe Raffeiner (collegio 6 - Bressanone), indicati in grassetto nella tabella sottostante.
| Partito                            | Partito                            | Risultati 18 aprile 1948 | Risultati 18 aprile 1948 | Risultati 18 aprile 1948 | Seggi | Seggi |
| Partito                            | Partito                            | Voti                     | %                        | ±                        | Num   | ±     |
| ---------------------------------- | ---------------------------------- | ------------------------ | ------------------------ | ------------------------ | ----- | ----- |
|                                    | Democrazia Cristiana               | 179 564                  | 52,30                    | n.d.                     | 4     | n.d.  |
|                                    | Edelweiss                          | 95 406                   | 27,79                    | n.d.                     | 2     | n.d.  |
|                                    | Fronte Democratico Popolare        | 35 467                   | 10,33                    | n.d.                     | 0     | n.d.  |
|                                    | Partito Repubblicano Italiano      | 23 856                   | 6,95                     | n.d.                     | 0     | n.d.  |
|                                    | Blocco Nazionale                   | 6 135                    | 1,79                     | n.d.                     | 0     | n.d.  |
|                                    | Altri                              | 2 932                    | 0,85                     | n.d.                     | 0     | n.d.  |
|                                    |                                    |                          |                          |                          |       |       |
| Iscritti                           | Iscritti                           | 391 261                  | 100,00                   |                          |       |       |
| ↳ Votanti (% su iscritti)          | ↳ Votanti (% su iscritti)          | 362 485                  | 92,65                    | n.d.                     |       |       |
| ↳ Voti validi (% su votanti)       | ↳ Voti validi (% su votanti)       | 343 360                  | 94,72                    |                          |       |       |
| ↳ Schede non valide (% su votanti) | ↳ Schede non valide (% su votanti) | 19 125                   | 5,28                     |                          |       |       |
| ↳ Astenuti (% su iscritti)         | ↳ Astenuti (% su iscritti)         | 28 776                   | 7,35                     |                          |       |       |

| Eletti | Eletti               |
| ------ | -------------------- |
|        | Luigi Benedetti      |
|        | Enrico Conci         |
|        | Umberto Gelmetti     |
|        | Angelo Giacomo Mott  |
|        | Carl von Braitenberg |
|        | Giuseppe Raffeiner   |

### II legislatura
Tra gli eletti, raggiunsero il quorum del 65% dei voti nei collegi: Luigi Benedetti (collegio 1 - Trento), Giovanni Spagnolli (collegio 2 - Rovereto), Angelo Giacomo Mott (collegio 3 - Pergine Valsugana), Arturo Piechele (collegio 4 - Mezzolombardo) e Giuseppe Raffeiner (collegio 6 - Bressanone), indicati in grassetto nella tabella sottostante.
| Partito                            | Partito                                 | Risultati 7 giugno 1953 | Risultati 7 giugno 1953 | Risultati 7 giugno 1953 | Seggi | Seggi   |
| Partito                            | Partito                                 | Voti                    | %                       | ±                       | Num   | ±       |
| ---------------------------------- | --------------------------------------- | ----------------------- | ----------------------- | ----------------------- | ----- | ------- |
|                                    | Democrazia Cristiana                    | 180 038                 | 47,75                   | 4,55                    | 4     | Stabile |
|                                    | Edelweiss                               | 107 139                 | 28,41                   | 0,62                    | 2     | Stabile |
|                                    | Partito Socialista Italiano             | 31 138                  | 8,26                    | n.d.                    | 0     | n.d.    |
|                                    | Partito Socialista Democratico Italiano | 24 377                  | 6,47                    | n.d.                    | 0     | n.d.    |
|                                    | Movimento Sociale Italiano              | 13 695                  | 3,63                    | n.d.                    | 0     | n.d.    |
|                                    | Partito Comunista Italiano              | 12 689                  | 3,37                    | n.d.                    | 0     | n.d.    |
|                                    | Partito Nazionale Monarchico            | 5 401                   | 1,43                    | n.d.                    | 0     | n.d.    |
|                                    | Partito Liberale Italiano               | 2 575                   | 0,68                    | n.d.                    | 0     | n.d.    |
|                                    |                                         |                         |                         |                         |       |         |
| Iscritti                           | Iscritti                                | 418 286                 | 100,00                  |                         |       |         |
| ↳ Votanti (% su iscritti)          | ↳ Votanti (% su iscritti)               | 395 857                 | 94,64                   | 1,99                    |       |         |
| ↳ Voti validi (% su votanti)       | ↳ Voti validi (% su votanti)            | 377 052                 | 95,25                   |                         |       |         |
| ↳ Schede non valide (% su votanti) | ↳ Schede non valide (% su votanti)      | 18 805                  | 4,75                    |                         |       |         |
| ↳ Astenuti (% su iscritti)         | ↳ Astenuti (% su iscritti)              | 22 429                  | 5,36                    |                         |       |         |

| Eletti | Eletti               |
| ------ | -------------------- |
|        | Luigi Benedetti      |
|        | Angelo Giacomo Mott  |
|        | Arturo Piechele      |
|        | Giovanni Spagnolli   |
|        | Carl von Braitenberg |
|        | Giuseppe Raffeiner   |

### III legislatura
Tra gli eletti, raggiunsero il quorum del 65% dei voti nei collegi: Luigi Benedetti (collegio 1 - Trento), Giovanni Spagnolli (collegio 2 - Rovereto), Angelo Giacomo Mott (collegio 3 - Pergine Valsugana), Guido De Unterrichter (collegio 4 - Mezzolombardo) e Karl Tinzl (collegio 6 - Bressanone), indicati in grassetto nella tabella sottostante.
| Partito                            | Partito                                 | Risultati 25 maggio 1958 | Risultati 25 maggio 1958 | Risultati 25 maggio 1958 | Seggi | Seggi   |
| Partito                            | Partito                                 | Voti                     | %                        | ±                        | Num   | ±       |
| ---------------------------------- | --------------------------------------- | ------------------------ | ------------------------ | ------------------------ | ----- | ------- |
|                                    | Democrazia Cristiana                    | 180 519                  | 45,82                    | 1,93                     | 4     | Stabile |
|                                    | Südtiroler Volkspartei                  | 120 068                  | 30,48                    | 2,67                     | 2     | Stabile |
|                                    | PSI-PSDI Unificati                      | 43 191                   | 10,96                    | n.d.                     | 0     | n.d.    |
|                                    | Movimento Sociale Italiano              | 19 688                   | 5,00                     | 1,37                     | 0     | Stabile |
|                                    | Partito Liberale Italiano               | 15 004                   | 3,81                     | 3,13                     | 0     | Stabile |
|                                    | Partito Socialista Italiano             | 8 023                    | 2,04                     | 6,22                     | 0     | Stabile |
|                                    | Partito Socialista Democratico Italiano | 7 448                    | 1,89                     | 4,58                     | 0     | Stabile |
|                                    |                                         |                          |                          |                          |       |         |
| Iscritti                           | Iscritti                                | 445 227                  | 100,00                   |                          |       |         |
| ↳ Votanti (% su iscritti)          | ↳ Votanti (% su iscritti)               | 422 880                  | 94,98                    | 0,34                     |       |         |
| ↳ Voti validi (% su votanti)       | ↳ Voti validi (% su votanti)            | 393 941                  | 93,16                    |                          |       |         |
| ↳ Schede non valide (% su votanti) | ↳ Schede non valide (% su votanti)      | 28 939                   | 6,84                     |                          |       |         |
| ↳ Astenuti (% su iscritti)         | ↳ Astenuti (% su iscritti)              | 22 347                   | 5,02                     |                          |       |         |

| Eletti | Eletti                |
| ------ | --------------------- |
|        | Luigi Benedetti       |
|        | Guido De Unterrichter |
|        | Angelo Giacomo Mott   |
|        | Giovanni Spagnolli    |
|        | Luis Sand             |
|        | Karl Tinzl            |

### IV legislatura
Tra gli eletti, raggiunsero il quorum del 65% dei voti nei collegi: Guido De Unterrichter (collegio 4 - Mezzolombardo) e Johann Paul Saxl (collegio 6 - Bressanone), indicati in grassetto nella tabella sottostante.
| Partito                            | Partito                                 | Risultati 28 aprile 1963 | Risultati 28 aprile 1963 | Risultati 28 aprile 1963 | Seggi | Seggi   |
| Partito                            | Partito                                 | Voti                     | %                        | ±                        | Num   | ±       |
| ---------------------------------- | --------------------------------------- | ------------------------ | ------------------------ | ------------------------ | ----- | ------- |
|                                    | Democrazia Cristiana                    | 165 625                  | 39,93                    | 5,89                     | 4     | Stabile |
|                                    | Südtiroler Volkspartei                  | 112 023                  | 27,01                    | 3,47                     | 2     | Stabile |
|                                    | Partito Socialista Italiano             | 52 979                   | 12,77                    | 10,73                    | 1     | 1       |
|                                    | Partito Liberale Italiano               | 26 870                   | 6,48                     | 2,67                     | 0     | Stabile |
|                                    | Partito Socialista Democratico Italiano | 24 106                   | 5,81                     | 3,92                     | 0     | Stabile |
|                                    | Sinistra indipendente                   | 15 224                   | 3,67                     | n.d.                     | 0     | n.d.    |
|                                    | Movimento Sociale Italiano              | 14 154                   | 3,41                     | 1,59                     | 0     | Stabile |
|                                    | Partito Comunista Italiano              | 3 835                    | 0,92                     | n.d.                     | 0     | n.d.    |
|                                    |                                         |                          |                          |                          |       |         |
| Iscritti                           | Iscritti                                | 463 956                  | 100,00                   |                          |       |         |
| ↳ Votanti (% su iscritti)          | ↳ Votanti (% su iscritti)               | 437 289                  | 94,25                    | 0,39                     |       |         |
| ↳ Voti validi (% su votanti)       | ↳ Voti validi (% su votanti)            | 414 816                  | 94,86                    |                          |       |         |
| ↳ Schede non valide (% su votanti) | ↳ Schede non valide (% su votanti)      | 22 473                   | 5,14                     |                          |       |         |
| ↳ Astenuti (% su iscritti)         | ↳ Astenuti (% su iscritti)              | 26 667                   | 5,75                     |                          |       |         |

| Eletti | Eletti                |
| ------ | --------------------- |
|        | Paolo Berlanda        |
|        | Guido De Unterrichter |
|        | Angelo Giacomo Mott   |
|        | Giovanni Spagnolli    |
|        | Luis Sand             |
|        | Johann Paul Saxl      |
|        | Orlando Lucchi        |

### V legislatura
Tra gli eletti, raggiunsero il quorum del 65% dei voti nei collegi: Luigi Dalvit (collegio 4 - Mezzolombardo) e Friedl Volgger (collegio 6 - Bressanone), indicati in grassetto nella tabella sottostante.
| Partito                            | Partito                            | Risultati 19 maggio 1968 | Risultati 19 maggio 1968 | Risultati 19 maggio 1968 | Seggi | Seggi   |
| Partito                            | Partito                            | Voti                     | %                        | ±                        | Num   | ±       |
| ---------------------------------- | ---------------------------------- | ------------------------ | ------------------------ | ------------------------ | ----- | ------- |
|                                    | Democrazia Cristiana               | 171 856                  | 39,26                    | 0,67                     | 4     | Stabile |
|                                    | Südtiroler Volkspartei             | 131 071                  | 29,94                    | 2,93                     | 2     | Stabile |
|                                    | Partito Socialista Italiano        | 59 053                   | 13,49                    | 0,72                     | 1     | Stabile |
|                                    | Partito Comunista Italiano-PSIUP   | 34 195                   | 7,81                     | 6,89                     | 0     | Stabile |
|                                    | Partito Liberale Italiano          | 19 429                   | 4,44                     | 2,04                     | 0     | Stabile |
|                                    | Movimento Sociale Italiano         | 13 060                   | 2,98                     | 0,43                     | 0     | Stabile |
|                                    | PST                                | 5 870                    | 1,34                     | n.d.                     | 0     | n.d.    |
|                                    | Partito Repubblicano Italiano      | 3 255                    | 0,74                     | n.d.                     | 0     | n.d.    |
|                                    |                                    |                          |                          |                          |       |         |
| Iscritti                           | Iscritti                           | 487 485                  | 100,00                   |                          |       |         |
| ↳ Votanti (% su iscritti)          | ↳ Votanti (% su iscritti)          | 461 110                  | 94,59                    | 0,34                     |       |         |
| ↳ Voti validi (% su votanti)       | ↳ Voti validi (% su votanti)       | 437 789                  | 94,94                    |                          |       |         |
| ↳ Schede non valide (% su votanti) | ↳ Schede non valide (% su votanti) | 23 321                   | 5,06                     |                          |       |         |
| ↳ Astenuti (% su iscritti)         | ↳ Astenuti (% su iscritti)         | 26 375                   | 5,41                     |                          |       |         |

| Eletti | Eletti             |
| ------ | ------------------ |
|        | Paolo Berlanda     |
|        | Luigi Dalvit       |
|        | Remo Segnana       |
|        | Giovanni Spagnolli |
|        | Peter Brugger      |
|        | Friedl Volgger     |
|        | Orlando Lucchi     |

### VI legislatura
Tra gli eletti, raggiunse il quorum del 65% dei voti nei collegi: Luigi Dalvit (collegio 4 - Mezzolombardo), indicato in grassetto nella tabella sottostante.
| Partito                            | Partito                                 | Risultati 7 maggio 1972 | Risultati 7 maggio 1972 | Risultati 7 maggio 1972 | Seggi | Seggi   |
| Partito                            | Partito                                 | Voti                    | %                       | ±                       | Num   | ±       |
| ---------------------------------- | --------------------------------------- | ----------------------- | ----------------------- | ----------------------- | ----- | ------- |
|                                    | Democrazia Cristiana                    | 185 853                 | 40,85                   | 1,59                    | 5     | 1       |
|                                    | Südtiroler Volkspartei                  | 113 452                 | 24,94                   | 5,40                    | 2     | Stabile |
|                                    | Partito Socialista Italiano             | 37 957                  | 8,34                    | 5,15                    | 0     | 1       |
|                                    | Partito Comunista Italiano-PSIUP        | 35 956                  | 7,90                    | 0,09                    | 0     | Stabile |
|                                    | Tirol                                   | 28 735                  | 6,32                    | n.d.                    | 0     | n.d.    |
|                                    | Partito Socialista Democratico Italiano | 20 615                  | 4,53                    | n.d.                    | 0     | n.d.    |
|                                    | Movimento Sociale Italiano              | 16 937                  | 3,72                    | 0,74                    | 0     | Stabile |
|                                    | Partito Liberale Italiano               | 8 230                   | 1,81                    | 2,63                    | 0     | Stabile |
|                                    | Partito Repubblicano Italiano           | 7 213                   | 1,59                    | 0,85                    | 0     | Stabile |
|                                    |                                         |                         |                         |                         |       |         |
| Iscritti                           | Iscritti                                | 505 440                 | 100,00                  |                         |       |         |
| ↳ Votanti (% su iscritti)          | ↳ Votanti (% su iscritti)               | 479 042                 | 94,78                   | 0,18                    |       |         |
| ↳ Voti validi (% su votanti)       | ↳ Voti validi (% su votanti)            | 454 948                 | 94,97                   |                         |       |         |
| ↳ Schede non valide (% su votanti) | ↳ Schede non valide (% su votanti)      | 24 094                  | 5,03                    |                         |       |         |
| ↳ Astenuti (% su iscritti)         | ↳ Astenuti (% su iscritti)              | 26 398                  | 5,22                    |                         |       |         |

| Eletti | Eletti               |
| ------ | -------------------- |
|        | Paolo Berlanda       |
|        | Luigi Dalvit         |
|        | Luigi Candido Rosati |
|        | Remo Segnana         |
|        | Giovanni Spagnolli   |
|        | Peter Brugger        |
|        | Karl Zanon           |

### VII legislatura
Tra gli eletti, raggiunse il quorum del 65% dei voti nei collegi: Peter Brugger (collegio 6 - Bressanone), indicato in grassetto nella tabella sottostante.
| Partito                            | Partito                            | Risultati 20 giugno 1976 | Risultati 20 giugno 1976 | Risultati 20 giugno 1976 | Seggi | Seggi   |
| Partito                            | Partito                            | Voti                     | %                        | ±                        | Num   | ±       |
| ---------------------------------- | ---------------------------------- | ------------------------ | ------------------------ | ------------------------ | ----- | ------- |
|                                    | Democrazia Cristiana               | 168 519                  | 35,48                    | 5,37                     | 2     | 2       |
|                                    | Südtiroler Volkspartei             | 158 584                  | 33,38                    | 8,44                     | 2     | Stabile |
|                                    | Partito Comunista Italiano         | 60 829                   | 12,81                    | 4,91                     | 1     | 1       |
|                                    | Partito Socialista Italiano        | 43 843                   | 9,23                     | 0,89                     | 1     | 1       |
|                                    | PLI-PRI-PSDI                       | 23 443                   | 4,94                     | n.d.                     | 0     | n.d.    |
|                                    | Movimento Sociale Italiano         | 12 624                   | 2,66                     | 1,06                     | 0     | Stabile |
|                                    | Tirol                              | 7 193                    | 1,51                     | 4,81                     | 0     | Stabile |
|                                    |                                    |                          |                          |                          |       |         |
| Iscritti                           | Iscritti                           | 522 521                  | 100,00                   |                          |       |         |
| ↳ Votanti (% su iscritti)          | ↳ Votanti (% su iscritti)          | 495 071                  | 94,75                    | 0,03                     |       |         |
| ↳ Voti validi (% su votanti)       | ↳ Voti validi (% su votanti)       | 475 035                  | 95,95                    |                          |       |         |
| ↳ Schede non valide (% su votanti) | ↳ Schede non valide (% su votanti) | 20 036                   | 4,05                     |                          |       |         |
| ↳ Astenuti (% su iscritti)         | ↳ Astenuti (% su iscritti)         | 27 450                   | 5,25                     |                          |       |         |

| Eletti | Eletti              |
| ------ | ------------------- |
|        | Tarcisio Salvaterra |
|        | Remo Segnana        |
|        | Glicerio Vettori    |
|        | Peter Brugger       |
|        | Karl Mitterdorfer   |
|        | Andrea Mascagni     |
|        | Livio Labor         |

### VIII legislatura
Tra gli eletti, raggiunse il quorum del 65% dei voti nei collegi: Peter Brugger (collegio 6 - Bressanone), indicato in grassetto nella tabella sottostante.
| Partito                            | Partito                                      | Risultati 3 giugno 1979 | Risultati 3 giugno 1979 | Risultati 3 giugno 1979 | Seggi | Seggi   |
| Partito                            | Partito                                      | Voti                    | %                       | ±                       | Num   | ±       |
| ---------------------------------- | -------------------------------------------- | ----------------------- | ----------------------- | ----------------------- | ----- | ------- |
|                                    | Südtiroler Volkspartei                       | 172 582                 | 35,90                   | 2,52                    | 3     | 1       |
|                                    | Democrazia Cristiana                         | 160 634                 | 33,42                   | 2,06                    | 3     | 1       |
|                                    | Partito Comunista Italiano                   | 55 372                  | 11,52                   | 1,29                    | 1     | Stabile |
|                                    | Partito Socialista Italiano                  | 32 960                  | 6,86                    | 1,48                    | 0     | 1       |
|                                    | Partito Radicale                             | 15 897                  | 3,31                    | n.d.                    | 0     | n.d.    |
|                                    | Partito Socialista Democratico Italiano      | 14 281                  | 2,97                    | n.d.                    | 0     | n.d.    |
|                                    | Movimento Sociale Italiano                   | 11 706                  | 2,44                    | 0,22                    | 0     | Stabile |
|                                    | Partito Repubblicano Italiano                | 9 115                   | 1,90                    | n.d.                    | 0     | n.d.    |
|                                    | Partito Liberale Italiano                    | 6 581                   | 1,37                    | n.d.                    | 0     | n.d.    |
|                                    | Democrazia Nazionale - Costituente di Destra | 1 537                   | 0,32                    | n.d.                    | 0     | n.d.    |
|                                    |                                              |                         |                         |                         |       |         |
| Iscritti                           | Iscritti                                     | 541 714                 | 100,00                  |                         |       |         |
| ↳ Votanti (% su iscritti)          | ↳ Votanti (% su iscritti)                    | 503 669                 | 92,98                   | 1,77                    |       |         |
| ↳ Voti validi (% su votanti)       | ↳ Voti validi (% su votanti)                 | 480 665                 | 95,43                   |                         |       |         |
| ↳ Schede non valide (% su votanti) | ↳ Schede non valide (% su votanti)           | 23 004                  | 4,57                    |                         |       |         |
| ↳ Astenuti (% su iscritti)         | ↳ Astenuti (% su iscritti)                   | 38 045                  | 7,02                    |                         |       |         |

| Eletti | Eletti              |
| ------ | ------------------- |
|        | Peter Brugger       |
|        | Sergio Fontanari    |
|        | Karl Mitterdorfer   |
|        | Tarcisio Salvaterra |
|        | Remo Segnana        |
|        | Glicerio Vettori    |
|        | Andrea Mascagni     |

### IX legislatura
Tra gli eletti, raggiunse il quorum del 65% dei voti nei collegi: Peter Brugger (collegio 6 - Bressanone), indicato in grassetto nella tabella sottostante.
| Partito                            | Partito                                 | Risultati 26 giugno 1983 | Risultati 26 giugno 1983 | Risultati 26 giugno 1983 | Seggi | Seggi   |
| Partito                            | Partito                                 | Voti                     | %                        | ±                        | Num   | ±       |
| ---------------------------------- | --------------------------------------- | ------------------------ | ------------------------ | ------------------------ | ----- | ------- |
|                                    | Südtiroler Volkspartei                  | 157 444                  | 33,66                    | 2,24                     | 3     | Stabile |
|                                    | Democrazia Cristiana                    | 138 598                  | 29,63                    | 3,79                     | 3     | Stabile |
|                                    | Partito Comunista Italiano              | 54 003                   | 11,54                    | 0,02                     | 1     | Stabile |
|                                    | Partito Socialista Italiano             | 33 626                   | 7,19                     | 0,33                     | 0     | Stabile |
|                                    | Partito Repubblicano Italiano           | 22 380                   | 4,78                     | 2,88                     | 0     | Stabile |
|                                    | Partito Popolare Trentino Tirolese      | 17 354                   | 3,71                     | n.d.                     | 0     | n.d.    |
|                                    | Movimento Sociale Italiano              | 15 132                   | 3,23                     | 0,79                     | 0     | Stabile |
|                                    | Partito Socialista Democratico Italiano | 11 369                   | 2,43                     | 0,54                     | 0     | Stabile |
|                                    | Partito Radicale                        | 9 281                    | 1,98                     | 1,33                     | 0     | Stabile |
|                                    | Partito Liberale Italiano               | 7 642                    | 1,63                     | 0,26                     | 0     | Stabile |
|                                    | Lista per Trieste                       | 952                      | 0,20                     | n.d.                     | 0     | n.d.    |
|                                    |                                         |                          |                          |                          |       |         |
| Iscritti                           | Iscritti                                | 561 782                  | 100,00                   |                          |       |         |
| ↳ Votanti (% su iscritti)          | ↳ Votanti (% su iscritti)               | 510 113                  | 90,80                    | 2,18                     |       |         |
| ↳ Voti validi (% su votanti)       | ↳ Voti validi (% su votanti)            | 467 781                  | 91,70                    |                          |       |         |
| ↳ Schede non valide (% su votanti) | ↳ Schede non valide (% su votanti)      | 42 332                   | 8,30                     |                          |       |         |
| ↳ Astenuti (% su iscritti)         | ↳ Astenuti (% su iscritti)              | 51 669                   | 9,20                     |                          |       |         |

| Eletti | Eletti            |
| ------ | ----------------- |
|        | Peter Brugger     |
|        | Sergio Fontanari  |
|        | Karl Mitterdorfer |
|        | Bruno Kessler     |
|        | Giorgio Postal    |
|        | Glicerio Vettori  |
|        | Andrea Mascagni   |

### X legislatura
Tra gli eletti, raggiunse il quorum del 65% dei voti nei collegi: Hans Rubner (collegio 6 - Bressanone), indicato in grassetto nella tabella sottostante.
| Partito                            | Partito                            | Risultati 14 giugno 1987 | Risultati 14 giugno 1987 | Risultati 14 giugno 1987 | Seggi | Seggi   |
| Partito                            | Partito                            | Voti                     | %                        | ±                        | Num   | ±       |
| ---------------------------------- | ---------------------------------- | ------------------------ | ------------------------ | ------------------------ | ----- | ------- |
|                                    | Südtiroler Volkspartei             | 171 539                  | 34,42                    | 0,76                     | 2     | 1       |
|                                    | Democrazia Cristiana               | 140 744                  | 28,24                    | 1,39                     | 3     | Stabile |
|                                    | PSI-PSDI-PR-Verdi                  | 58 501                   | 11,74                    | n.d.                     | 1     | n.d.    |
|                                    | Partito Comunista Italiano         | 45 770                   | 9,18                     | 2,36                     | 1     | Stabile |
|                                    | Movimento Sociale Italiano         | 37 571                   | 7,54                     | 4,31                     | 0     | Stabile |
|                                    | Partito Repubblicano Italiano      | 14 611                   | 2,93                     | 1,85                     | 0     | Stabile |
|                                    | Democrazia Proletaria              | 9 414                    | 1,89                     | n.d.                     | 0     | n.d.    |
|                                    | Partito del Sud Tirolo             | 8 551                    | 1,72                     | n.d.                     | 0     | n.d.    |
|                                    | Partito Liberale Italiano          | 6 001                    | 1,20                     | 0,43                     | 0     | Stabile |
|                                    | Liga Veneta                        | 4 779                    | 0,96                     | n.d.                     | 0     | n.d.    |
|                                    | Alleanza Popolare Pensionati       | 846                      | 0,17                     | n.d.                     | 0     | n.d.    |
|                                    |                                    |                          |                          |                          |       |         |
| Iscritti                           | Iscritti                           | 586 295                  | 100,00                   |                          |       |         |
| ↳ Votanti (% su iscritti)          | ↳ Votanti (% su iscritti)          | 533 603                  | 91,01                    | 0,21                     |       |         |
| ↳ Voti validi (% su votanti)       | ↳ Voti validi (% su votanti)       | 498 327                  | 93,39                    |                          |       |         |
| ↳ Schede non valide (% su votanti) | ↳ Schede non valide (% su votanti) | 35 276                   | 6,61                     |                          |       |         |
| ↳ Astenuti (% su iscritti)         | ↳ Astenuti (% su iscritti)         | 52 692                   | 8,99                     |                          |       |         |

| Eletti | Eletti            |
| ------ | ----------------- |
|        | Roland Riz        |
|        | Hans Rubner       |
|        | Bruno Kessler     |
|        | Giorgio Postal    |
|        | Glicerio Vettori  |
|        | Marco Boato       |
|        | Lionello Bertoldi |

## Dal 1991

### Collegi elettorali
- Trento (n. 1 nel 1991, n. 4 dal 1993), nel 2017 ridenominato Trentino-Alto Adige - 04 e nel 2020 Trentino-Alto Adige - 01
- Rovereto (n. 2 nel 1991, n. 5 dal 1993), nel 2017 ridenominato Trentino-Alto Adige - 05 e nel 2020 Trentino-Alto Adige - 02
- Pergine Valsugana (n. 3 nel 1991, n. 6 dal 1993), nel 2017 ridenominato Trentino-Alto Adige - 06 e nel 2020 Trentino-Alto Adige - 03
- Bolzano (n. 4 nel 1991, n. 1 dal 1993), nel 2017 ridenominato Trentino-Alto Adige - 01 e nel 2020 Trentino-Alto Adige - 04
- Merano (n. 5 nel 1991, n. 2 dal 1993), nel 2017 ridenominato Trentino-Alto Adige - 02 e nel 2020 Trentino-Alto Adige - 05
- Bressanone (n. 6 nel 1991, n. 3 dal 1993), nel 2017 ridenominato Trentino-Alto Adige - 03 e nel 2020 Trentino-Alto Adige - 06

Dal 2017 al 2020 è stato altresì operativo il collegio plurinominale Trentino-Alto Adige - 01; in seguito alla riforma costituzionale del 2020 in tema di riduzione del numero dei parlamentari, i seggi attribuiti alla regione sono passati da 7 a 6 e, pertanto, tutti i senatori sono eletti mediante sistema maggioritario, all'interno di 6 collegi uninominali, senza alcuna ripartizione proporzionale.

### XI legislatura
Tra gli eletti, raggiunsero il quorum del 65% dei voti nei collegi: Roland Riz (collegio 5 - Merano) e Hans Rubner (collegio 6 - Bressanone), indicati in grassetto nella tabella sottostante.
| Partito                            | Partito                              | Risultati 5 aprile 1992 | Risultati 5 aprile 1992 | Risultati 5 aprile 1992 | Seggi | Seggi   |
| Partito                            | Partito                              | Voti                    | %                       | ±                       | Num   | ±       |
| ---------------------------------- | ------------------------------------ | ----------------------- | ----------------------- | ----------------------- | ----- | ------- |
|                                    | Südtiroler Volkspartei               | 168 113                 | 31,58                   | 2,84                    | 3     | 1       |
|                                    | Democrazia Cristiana                 | 121 305                 | 22,78                   | 5,46                    | 2     | 1       |
|                                    | Lega Lombarda                        | 47 431                  | 8,91                    | n.d.                    | 1     | n.d.    |
|                                    | Partito Socialista Italiano          | 45 143                  | 8,48                    | n.d.                    | 1     | n.d.    |
|                                    | Federazione dei Verdi                | 39 546                  | 7,43                    | 4,31                    | 0     | Stabile |
|                                    | Senza Confini                        | 36 115                  | 6,78                    | n.d.                    | 0     | n.d.    |
|                                    | Movimento Sociale Italiano           | 31 147                  | 5,85                    | 1,69                    | 0     | Stabile |
|                                    | Partito Repubblicano Italiano        | 19 124                  | 3,59                    | 0,66                    | 0     | Stabile |
|                                    | Federalismo - Pensionati Uomini Vivi | 13 334                  | 2,50                    | n.d.                    | 0     | n.d.    |
|                                    | Partito Liberale Italiano            | 11 146                  | 2,09                    | 0,89                    | 0     | Stabile |
|                                    |                                      |                         |                         |                         |       |         |
| Iscritti                           | Iscritti                             | 628 385                 | 100,00                  |                         |       |         |
| ↳ Votanti (% su iscritti)          | ↳ Votanti (% su iscritti)            | 571 692                 | 90,98                   | 0,03                    |       |         |
| ↳ Voti validi (% su votanti)       | ↳ Voti validi (% su votanti)         | 532 404                 | 93,13                   |                         |       |         |
| ↳ Schede non valide (% su votanti) | ↳ Schede non valide (% su votanti)   | 39 288                  | 6,87                    |                         |       |         |
| ↳ Astenuti (% su iscritti)         | ↳ Astenuti (% su iscritti)           | 56 693                  | 9,02                    |                         |       |         |

| Eletti | Eletti         |
| ------ | -------------- |
|        | Karl Ferrari   |
|        | Roland Riz     |
|        | Hans Rubner    |
|        | Giorgio Postal |
|        | Alberto Robol  |
|        | Erminio Boso   |
|        | Ezio Anesi     |

### XII legislatura

#### Risultati elettorali
|                               | Südtiroler Volkspartei       | 217 137 | 40,24 | 3 |  |  |  |  |  |
|                               | Polo delle Libertà           | 107 656 | 19,95 | 3 |  |  |  |  |  |
|                               | Patto per l'Italia           | 61 259  | 11,35 | 1 |  |  |  |  |  |
|                               | Progressisti                 | 59 246  | 10,98 | – |  |  |  |  |  |
|                               | Alleanza Nazionale           | 53 389  | 9,90  | – |  |  |  |  |  |
|                               | Autonomia Democratica        | 34 590  | 6,41  | – |  |  |  |  |  |
|                               | Partito della Legge Naturale | 6 278   | 1,16  | – |  |  |  |  |  |
| Totale                        | Totale                       | 539 555 | 100   | 7 |  |  |  |  |  |
|                               |                              |         |       |   |  |  |  |  |  |
| Voti non validi               | Voti non validi              | 42 875  | 7,36  |   |  |  |  |  |  |
| Votanti                       | Votanti                      | 582 430 | 90,00 |   |  |  |  |  |  |
| Elettori                      | Elettori                     | 647 118 |       |   |  |  |  |  |  |
|                               |                              |         |       |   |  |  |  |  |  |
| Data: 27-28 marzo 1994        |                              |         |       |   |  |  |  |  |  |
| Fonte: Ministero dell'interno |                              |         |       |   |  |  |  |  |  |

#### Eletti
Eletti nella Südtiroler Volkspartei
     Eletti nel Polo delle Libertà (FI - LN)
     Eletti nel Patto per l'Italia (PPI - PS)
| Collegio              | Eletto | Eletto                   | Partito | Partito                   | Quota |
| --------------------- | ------ | ------------------------ | ------- | ------------------------- | ----- |
| 1 - Bolzano           |        | Karl Ferrari             |         | Südtiroler Volkspartei    | Magg. |
| 2 - Merano            |        | Roland Riz               |         | Südtiroler Volkspartei    | Magg. |
| 3 - Bressanone        |        | Helga Thaler Ausserhofer |         | Südtiroler Volkspartei    | Magg. |
| 4 - Trento            |        | Costantino Armani        |         | Lega Nord                 | Magg. |
| 5 - Rovereto          |        | Gianfranco Spisani       |         | Forza Italia              | Magg. |
| 6 - Pergine Valsugana |        | Erminio Boso             |         | Lega Nord                 | Magg. |
| 6 - Pergine Valsugana |        | Aldo Degaudenz           |         | Partito Popolare Italiano | Prop. |

### XIII legislatura

#### Risultati elettorali
|                               | L'Abete - SVP - PATT         | 178 425 | 33,41 | 2 |  |  |  |  |  |
|                               | L'Ulivo                      | 143 788 | 26,93 | 2 |  |  |  |  |  |
|                               | Polo per le Libertà          | 126 999 | 23,78 | 3 |  |  |  |  |  |
|                               | Lega Nord                    | 59 619  | 11,16 | – |  |  |  |  |  |
|                               | Union für Südtirol           | 19 330  | 3,62  | – |  |  |  |  |  |
|                               | Partito della Legge Naturale | 5 842   | 1,09  | – |  |  |  |  |  |
| Totale                        | Totale                       | 534 003 | 100   | 7 |  |  |  |  |  |
|                               |                              |         |       |   |  |  |  |  |  |
| Voti non validi               | Voti non validi              | 44 103  | 7,63  |   |  |  |  |  |  |
| Votanti                       | Votanti                      | 578 106 | 86,80 |   |  |  |  |  |  |
| Elettori                      | Elettori                     | 666 005 |       |   |  |  |  |  |  |
|                               |                              |         |       |   |  |  |  |  |  |
| Data: 21 aprile 1996          |                              |         |       |   |  |  |  |  |  |
| Fonte: Ministero dell'interno |                              |         |       |   |  |  |  |  |  |

#### Eletti
Eletti in L'Abete - SVP - PATT
     Eletti nel Polo per le Libertà (FI - AN - CCD-CDU)
     Eletti nell'Ulivo (PDS - PPI - RI - FdV)
| Collegio              | Eletto | Eletto                   | Partito | Partito                      | Quota |
| --------------------- | ------ | ------------------------ | ------- | ---------------------------- | ----- |
| 1 - Bolzano           |        | Adriana Pasquali         |         | Alleanza Nazionale           | Magg. |
| 2 - Merano            |        | Armin Pinggera           |         | Südtiroler Volkspartei       | Magg. |
| 3 - Bressanone        |        | Helga Thaler Ausserhofer |         | Südtiroler Volkspartei       | Magg. |
| 4 - Trento            |        | Alberto Robol            |         | Partito Popolare Italiano    | Magg. |
| 4 - Trento            |        | Ivo Tarolli              |         | Centro Cristiano Democratico | Prop. |
| 5 - Rovereto          |        | Tarcisio Andreolli       |         | Partito Popolare Italiano    | Magg. |
| 6 - Pergine Valsugana |        | Renzo Gubert             |         | Centro Cristiano Democratico | Magg. |

### XIV legislatura

#### Risultati elettorali
|                               | L'Ulivo – SVP                        | 175 635 | 31,89 | 3 |  |  |  |  |  |
|                               | Casa delle Libertà                   | 170 029 | 30,87 | 2 |  |  |  |  |  |
|                               | Südtiroler Volkspartei               | 126 177 | 22,91 | 2 |  |  |  |  |  |
|                               | Lista Di Pietro                      | 26 603  | 4,83  | – |  |  |  |  |  |
|                               | L'Ulivo                              | 18 312  | 3,33  | – |  |  |  |  |  |
|                               | Partito della Rifondazione Comunista | 16 326  | 2,96  | – |  |  |  |  |  |
|                               | Lista Emma Bonino                    | 12 294  | 2,23  | – |  |  |  |  |  |
|                               | Die Freiheitlichen                   | 5 354   | 0,97  | – |  |  |  |  |  |
| Totale                        | Totale                               | 550 730 | 100   | 7 |  |  |  |  |  |
|                               |                                      |         |       |   |  |  |  |  |  |
| Voti non validi               | Voti non validi                      | 43 514  | 7,32  |   |  |  |  |  |  |
| Votanti                       | Votanti                              | 594 244 | 84,49 |   |  |  |  |  |  |
| Elettori                      | Elettori                             | 703 297 |       |   |  |  |  |  |  |
|                               |                                      |         |       |   |  |  |  |  |  |
| Data: 13 maggio 2001          |                                      |         |       |   |  |  |  |  |  |
| Fonte: Ministero dell'interno |                                      |         |       |   |  |  |  |  |  |

#### Eletti
Eletti nella lista L'Ulivo - SVP (DS - DL - SDI - FdV - PdCI - SVP)
     Eletti nella Casa delle Libertà (FI - AN - CCD-CDU - NPSI)
     Eletti nella Südtiroler Volkspartei
| Collegio              | Eletto | Eletto                   | Partito | Partito                                   | Quota |
| --------------------- | ------ | ------------------------ | ------- | ----------------------------------------- | ----- |
| 1 - Bolzano           |        | Oskar Peterlini          |         | Südtiroler Volkspartei                    | Magg. |
| 2 - Merano            |        | Alois Kofler             |         | Südtiroler Volkspartei                    | Magg. |
| 3 - Bressanone        |        | Helga Thaler Ausserhofer |         | Südtiroler Volkspartei                    | Magg. |
| 4 - Trento            |        | Mauro Betta              |         | Democrazia è Libertà - La Margherita (CM) | Magg. |
| 4 - Trento            |        | Ivo Tarolli              |         | Centro Cristiano Democratico              | Prop. |
| 5 - Rovereto          |        | Renzo Michelini          |         | Democrazia è Libertà - La Margherita (CM) | Magg. |
| 6 - Pergine Valsugana |        | Renzo Gubert             |         | Cristiani Democratici Uniti (UPA)         | Magg. |

### XV legislatura

#### Risultati elettorali
|                               | L'Unione – SVP              | 198 156 | 34,54 | 3 |  |  |  |  |  |
|                               | Casa delle Libertà          | 175 139 | 30,53 | 2 |  |  |  |  |  |
|                               | Südtiroler Volkspartei      | 117 495 | 20,48 | 2 |  |  |  |  |  |
|                               | L'Unione                    | 27 628  | 4,82  | – |  |  |  |  |  |
|                               | Die Freiheitlichen          | 16 765  | 2,92  | – |  |  |  |  |  |
|                               | Partito Pensionati          | 16 381  | 2,86  | – |  |  |  |  |  |
|                               | Fiamma Tricolore            | 14 819  | 2,58  | – |  |  |  |  |  |
|                               | Unione Popolare Autonomista | 7 327   | 1,28  | – |  |  |  |  |  |
| Totale                        | Totale                      | 573 710 | 100   | 7 |  |  |  |  |  |
|                               |                             |         |       |   |  |  |  |  |  |
| Voti non validi               | Voti non validi             | 29 135  | 4,83  |   |  |  |  |  |  |
| Votanti                       | Votanti                     | 602 845 | 87,76 |   |  |  |  |  |  |
| Elettori                      | Elettori                    | 686 894 |       |   |  |  |  |  |  |
|                               |                             |         |       |   |  |  |  |  |  |
| Data: 9-10 aprile 2006        |                             |         |       |   |  |  |  |  |  |
| Fonte: Ministero dell'interno |                             |         |       |   |  |  |  |  |  |

#### Eletti
Eletti nella lista L'Unione - SVP
     Eletti nella Casa delle Libertà
     Eletti nella Südtiroler Volkspartei
| Collegio              | Eletto | Eletto                   | Partito | Partito                              | Quota |
| --------------------- | ------ | ------------------------ | ------- | ------------------------------------ | ----- |
| 1 - Bolzano           |        | Oskar Peterlini          |         | Südtiroler Volkspartei               | Magg. |
| 2 - Merano            |        | Manfred Pinzger          |         | Südtiroler Volkspartei               | Magg. |
| 3 - Bressanone        |        | Helga Thaler Ausserhofer |         | Südtiroler Volkspartei               | Magg. |
| 4 - Trento            |        | Giorgio Tonini           |         | Democratici di Sinistra              | Magg. |
| 4 - Trento            |        | Sergio Divina            |         | Lega Nord                            | Prop. |
| 5 - Rovereto          |        | Claudio Molinari         |         | Democrazia è Libertà - La Margherita | Magg. |
| 6 - Pergine Valsugana |        | Giacomo Santini          |         | Forza Italia                         | Magg. |

### XVI legislatura

#### Risultati elettorali
|                               | Il Popolo della Libertà                           | 156 126 | 28,18 | 3 |  |  |  |  |  |
|                               | Südtiroler Volkspartei - Insieme per le Autonomie | 153 721 | 27,75 | 2 |  |  |  |  |  |
|                               | Südtiroler Volkspartei                            | 98 948  | 17,86 | 2 |  |  |  |  |  |
|                               | La Sinistra l'Arcobaleno                          | 39 957  | 7,21  | – |  |  |  |  |  |
|                               | Unione di Centro                                  | 32 511  | 5,87  | – |  |  |  |  |  |
|                               | Die Freiheitlichen                                | 24 772  | 4,47  | – |  |  |  |  |  |
|                               | Partito Democratico                               | 19 253  | 3,48  | – |  |  |  |  |  |
|                               | La Destra - Fiamma Tricolore                      | 16 462  | 2,97  | – |  |  |  |  |  |
|                               | Union für Südtirol                                | 11 820  | 2,13  | – |  |  |  |  |  |
|                               | Partito Socialista Italiano                       | 369     | 0,07  | – |  |  |  |  |  |
| Totale                        | Totale                                            | 553 939 | 100   | 7 |  |  |  |  |  |
|                               |                                                   |         |       |   |  |  |  |  |  |
| Voti non validi               | Voti non validi                                   | 32 002  | 5,46  |   |  |  |  |  |  |
| Votanti                       | Votanti                                           | 585 941 | 84,43 |   |  |  |  |  |  |
| Elettori                      | Elettori                                          | 693 965 |       |   |  |  |  |  |  |
|                               |                                                   |         |       |   |  |  |  |  |  |
| Data: 13-14 aprile 2008       |                                                   |         |       |   |  |  |  |  |  |
| Fonte: Ministero dell'interno |                                                   |         |       |   |  |  |  |  |  |

#### Eletti
Eletti ne Il Popolo della Libertà
     Eletti nella lista SVP - Insieme per le Autonomie
     Eletti nella Südtiroler Volkspartei
| Collegio              | Eletto | Eletto                   | Partito | Partito                 | Quota |
| --------------------- | ------ | ------------------------ | ------- | ----------------------- | ----- |
| 1 - Bolzano           |        | Oskar Peterlini          |         | Südtiroler Volkspartei  | Magg. |
| 2 - Merano            |        | Manfred Pinzger          |         | Südtiroler Volkspartei  | Magg. |
| 3 - Bressanone        |        | Helga Thaler Ausserhofer |         | Südtiroler Volkspartei  | Magg. |
| 4 - Trento            |        | Sergio Divina            |         | Lega Nord               | Magg. |
| 5 - Rovereto          |        | Claudio Molinari         |         | Partito Democratico     | Magg. |
| 5 - Rovereto          |        | Cristano De Eccher       |         | Il Popolo della Libertà | Prop. |
| 6 - Pergine Valsugana |        | Giacomo Santini          |         | Il Popolo della Libertà | Magg. |

### XVII legislatura

#### Risultati elettorali
|                               | SVP-PATT – PD – UpT                          | 127 655 | 23,43 | 3 |  |  |  |  |  |
|                               | Südtiroler Volkspartei                       | 97 141  | 17,83 | 2 |  |  |  |  |  |
|                               | Il Popolo della Libertà – Lega Nord          | 85 297  | 15,66 | 1 |  |  |  |  |  |
|                               | Movimento 5 Stelle                           | 82 499  | 15,14 | – |  |  |  |  |  |
|                               | Partito Democratico – Südtiroler Volkspartei | 47 623  | 8,74  | 1 |  |  |  |  |  |
|                               | Die Freiheitlichen                           | 42 084  | 7,72  | – |  |  |  |  |  |
|                               | Verdi del Sudtirolo/Alto Adige               | 12 808  | 2,35  | – |  |  |  |  |  |
|                               | Rivoluzione Civile                           | 11 262  | 2,07  | – |  |  |  |  |  |
|                               | Partito Democratico                          | 8 797   | 1,61  | – |  |  |  |  |  |
|                               | Fare per Fermare il Declino                  | 8 795   | 1,61  | – |  |  |  |  |  |
|                               | Scelta Civica                                | 7 646   | 1,40  | – |  |  |  |  |  |
|                               | L'Alto Adige nel Cuore                       | 4 672   | 0,86  | – |  |  |  |  |  |
|                               | Moderati in Rivoluzione                      | 3 414   | 0,63  | – |  |  |  |  |  |
|                               | Fratelli d'Italia                            | 2 365   | 0,43  | – |  |  |  |  |  |
|                               | La Destra                                    | 1 181   | 0,22  | – |  |  |  |  |  |
|                               | CasaPound                                    | 1 159   | 0,21  | – |  |  |  |  |  |
|                               | Partito per Tutti                            | 426     | 0,08  | – |  |  |  |  |  |
| Totale                        | Totale                                       | 544 824 | 100   | 7 |  |  |  |  |  |
|                               |                                              |         |       |   |  |  |  |  |  |
| Voti non validi               | Voti non validi                              | 30 451  | 5,29  |   |  |  |  |  |  |
| Votanti                       | Votanti                                      | 575 275 | 81,29 |   |  |  |  |  |  |
| Elettori                      | Elettori                                     | 707 666 |       |   |  |  |  |  |  |
|                               |                                              |         |       |   |  |  |  |  |  |
| Data: 24-25 febbraio 2013     |                                              |         |       |   |  |  |  |  |  |
| Fonte: Ministero dell'interno |                                              |         |       |   |  |  |  |  |  |

#### Eletti
Eletti nella lista SVP-PATT – PD – UpT
     Eletti nella Südtiroler Volkspartei
     Eletti nella lista Il Popolo della Libertà – Lega Nord
     Eletti nella lista Partito Democratico – Südtiroler Volkspartei
| Collegio              | Eletto | Eletto            | Partito | Partito                               | Quota |
| --------------------- | ------ | ----------------- | ------- | ------------------------------------- | ----- |
| 1 - Bolzano           |        | Francesco Palermo |         | Indipendente                          | Magg. |
| 2 - Merano            |        | Karl Zeller       |         | Südtiroler Volkspartei                | Magg. |
| 3 - Bressanone        |        | Hans Berger       |         | Südtiroler Volkspartei                | Magg. |
| 4 - Trento            |        | Franco Panizza    |         | Partito Autonomista Trentino Tirolese | Magg. |
| 5 - Rovereto          |        | Vittorio Fravezzi |         | Unione per il Trentino                | Magg. |
| 6 - Pergine Valsugana |        | Giorgio Tonini    |         | Partito Democratico                   | Magg. |
| 6 - Pergine Valsugana |        | Sergio Divina     |         | Lega Nord                             | Prop. |

1. ↑  Eletto nella lista Partito Democratico - Südtiroler Volkspartei.

### XVIII legislatura

#### Risultati elettorali
|                               | SVP – PATT               | 128 282 | 25,09 | 1 | 226 766 | 44,35 | 3 |  |  |
|                               | Partito Democratico      | 75 001  | 14,67 | – | 226 766 | 44,35 | 3 |  |  |
|                               | +Europa                  | 12 023  | 2,35  | – | 226 766 | 44,35 | 3 |  |  |
|                               | Civica Popolare          | 7 222   | 1,41  | – | 226 766 | 44,35 | 3 |  |  |
|                               | Italia Europa Insieme    | 4 238   | 0,83  | – | 226 766 | 44,35 | 3 |  |  |
|                               | Lega                     | 98 122  | 19,19 | – | 151 213 | 29,58 | 3 |  |  |
|                               | Forza Italia             | 36 662  | 7,17  | – | 151 213 | 29,58 | 3 |  |  |
|                               | Fratelli d'Italia        | 13 612  | 2,66  | – | 151 213 | 29,58 | 3 |  |  |
|                               | Noi con l'Italia – UDC   | 2 817   | 0,55  | – | 151 213 | 29,58 | 3 |  |  |
|                               | Movimento 5 Stelle       | 98 599  | 19,29 | – | 98 599  | 19,29 | – |  |  |
|                               | Liberi e Uguali          | 18 666  | 3,65  | – | 18 666  | 3,65  | – |  |  |
|                               | CasaPound                | 5 953   | 1,16  | – | 5 953   | 1,16  | – |  |  |
|                               | Potere al Popolo!        | 5 266   | 1,03  | – | 5 266   | 1,03  | – |  |  |
|                               | Il Popolo della Famiglia | 4 808   | 0,94  | – | 4 808   | 0,94  | – |  |  |
| Totale                        | Totale                   | 511 271 | 100   | 1 | 511 271 | 100   | 6 |  |  |
|                               |                          |         |       |   |         |       |   |  |  |
| Schede bianche                | Schede bianche           | 17 736  | 3,26  |   |         |       |   |  |  |
| Schede nulle                  | Schede nulle             | 14 474  | 2,66  |   |         |       |   |  |  |
| Votanti                       | Votanti                  | 543 481 | 75,06 |   |         |       |   |  |  |
| Elettori                      | Elettori                 | 724 073 |       |   |         |       |   |  |  |
|                               |                          |         |       |   |         |       |   |  |  |
| Fonte: Ministero dell'interno |                          |         |       |   |         |       |   |  |  |

#### Eletti

##### Eletti nei collegi uninominali
Eletti nella coalizione di centro-sinistra (SVP-PATT - PD - +EUR - CP - Insieme)
     Eletti nella coalizione di centro-destra (Lega - FI - FdI - NcI-UDC)
     Eletti nel SVP - PATT
| Collegio uninominale | Eletto | Eletto              | Partito | Partito                |
| -------------------- | ------ | ------------------- | ------- | ---------------------- |
| 1. Bolzano/Bozen     |        | Gianclaudio Bressa  |         | Partito Democratico    |
| 2. Merano/Meran      |        | Juliane Unterberger |         | Südtiroler Volkspartei |
| 3. Bressanone/Brixen |        | Meinhard Durnwalder |         | Südtiroler Volkspartei |
| 4. Trento            |        | Andrea de Bertoldi  |         | Fratelli d'Italia      |
| 5. Rovereto          |        | Donatella Conzatti  |         | Forza Italia           |
| 6. Pergine Valsugana |        | Elena Testor        |         | Forza Italia           |

##### Eletti nel collegio plurinominale
| Collegio plurinominale               | SVP - PATT      |
| ------------------------------------ | --------------- |
| Collegio plurinominale               |                 |
| 1. Trentino-Alto Adige/Südtirol - 01 | - Dieter Steger |

1. ↑  Aderisce a Per le Autonomie (SVP-PATT, UV)

### XIX legislatura

#### Risultati elettorali
|                | Lega per Salvini Prem. - Forza It. - Noi Moderati - Frat. d'Italia | 137 015 | 27,24 | 2 |  |  |
|                | Südtiroler Volkspartei (SVP) - PATT                                | 116 003 | 23,06 | 2 |  |  |
|                | Campobase - +Europa - All.Verdi e Sin. - PD - Azione - Italia Viva | 100 602 | 20,00 | 1 |  |  |
|                | Movimento 5 Stelle                                                 | 28 355  | 5,64  | – |  |  |
|                | Partito Democratico - +Europa - Alleanza Verdi e Sinistra          | 21 894  | 4,35  | 1 |  |  |
|                | Vita                                                               | 17 876  | 3,55  | – |  |  |
|                | Alleanza Verdi e Sinistra                                          | 17 574  | 3,49  | – |  |  |
|                | Italia Sovrana e Popolare                                          | 15 252  | 3,03  | – |  |  |
|                | Die Freiheitlichen                                                 | 14 479  | 2,88  | – |  |  |
|                | Team K                                                             | 11 157  | 2,22  | – |  |  |
|                | Partito Democratico - Italia Democratica e Progressista            | 9 612   | 1,91  | – |  |  |
|                | Azione - Italia Viva - Calenda                                     | 6 782   | 1,35  | – |  |  |
|                | Unione Popolare con De Magistris                                   | 6 353   | 1,26  | – |  |  |
| Totale         | Totale                                                             | 502 954 | 100   | 6 |  |  |
|                |                                                                    |         |       |   |  |  |
| Schede bianche | Schede bianche                                                     | 18 867  | 3,52  |   |  |  |
| Schede nulle   | Schede nulle                                                       | 13 758  | 2,57  |   |  |  |
| Votanti        | Votanti                                                            | 535 579 | 66,04 |   |  |  |
| Elettori       | Elettori                                                           | 811 006 |       |   |  |  |

#### Eletti nei collegi uninominali
Eletti nella lista Alleanza Democratica per l'Autonomia (PD-IDP - AVS - +E - Campobase - Azione - Italia Viva) o nella lista Democrazia Ambiente Futuro (PD-IDP - AVS - +E)
     Eletti nella coalizione di centro-destra (FdI - LSP - FI - NM)
     Eletti nella lista SVP-PATT
| Collegio uninominale   | Eletto | Eletto               | Partito | Partito                                                 |
| ---------------------- | ------ | -------------------- | ------- | ------------------------------------------------------- |
| 01 - Trento            |        | Pietro Patton        |         | Campobase                                               |
| 02 - Rovereto          |        | Michaela Biancofiore |         | Coraggio Italia                                         |
| 03 - Pergine Valsugana |        | Elena Testor         |         | Lega per Salvini Premier                                |
| 04 - Bolzano           |        | Luigi Spagnolli      |         | Partito Democratico - Italia Democratica e Progressista |
| 05 - Merano            |        | Juliane Unterberger  |         | Südtiroler Volkspartei                                  |
| 06 - Bressanone        |        | Meinhard Durnwalder  |         | Südtiroler Volkspartei                                  |